# Hyphessobrycon scutulatus
Hyphessobrycon scutulatus es una especie de peces de la familia Characidae en el orden de los Characiformes.

## Morfología
Los machos pueden llegar alcanzar los 3,5 cm de longitud total.
- Número de  vértebras: 37 - 38.[1]

## Hábitat
Vive en zonas de clima tropical.

## Distribución geográfica
Se encuentran en Sudamérica: río Tapajós (Brasil).